# جون أندرو روس
جون أندرو روس (بالإنجليزية: John Andrew Ross)‏ هو قاضي ومحامي أمريكي، ولد في 1954 في سانت لويس في الولايات المتحدة.